# Ivan Ilyitchev
Ivan Ivanovitch Ilyitchev (en russe Иван Иванович Ильичёв), né le 14 août 1905 (27 août dans le calendrier grégorien) à Nawoloki (aujourd'hui Kalouga), mort le 2 septembre 1983 à Moscou, est un militaire (lieutenant-général de l'Armée rouge) et un diplomate soviétique. Il a été sous Staline directeur du  GRU de novembre 1942 à juin 1945, pendant la Grande Guerre patriotique. Il a ensuite rejoint le service diplomatique : en 1952 il est ambassadeur d’URSS en RDA, puis en Autriche occupée. À partir de 1956, il a dirigé pendant dix ans un secteur important du ministère des Affaires étrangères de l'URSS, gérant les relations avec les deux Allemagnes et l’Autriche

## Biographie

### Jeunesse
Ilitchev a grandi près de Kalouga dans une famille de paysans. Adolescent, il est témoin de la révolution d'Octobre et la Guerre civile russe. Il travaille dans un atelier d'électro-mécanique à Kalouga. En 1924 il entre à l'organisation de jeunesse communiste Komsomol, et en suit les activités dans les régions de Kalouga et de Smolensk. En 1925, il rejoint le Parti communiste. En 1929, il rejoint l'Armée rouge comme aspirant-commissaire politique, et suit des cours à l'Académie militaire politique Tolmatschov à Leningrad, puis à l’Académie Lénine à Moscou.
En 1938, alors qu’il est en dernière année, il est accusé d’avoir assisté à une réunion de trotskystes, est exclu du parti, perd ses amis, s’attend à être éliminé. Mais, comme la Grande Purge a atteint un sommet, le Comité Central du PC lui-même demande une atténuation de la tendance, et envoie à Leningrad un inspecteur, Iemelian Iaroslavski, qui prononce plusieurs centaines de non-lieu. Non seulement Ilitchev reprend place au PC, mais il est nommé brigadier-commissaire du département du renseignement politique de l'Armée rouge.

### Chef du service de renseignement militaire (GRU)

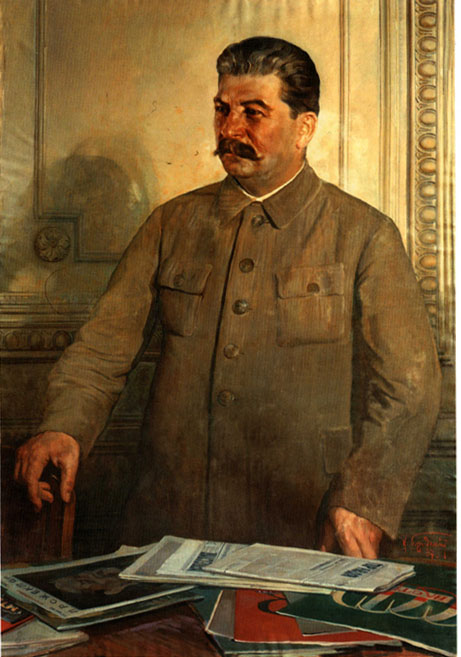
Staline aurait dit paternellement à Ivan Ilyitchev, en le nommant directeur du GRU : "Le Parti s'était trompé à ton égard, le Parti répare son erreur" (selon source no 4). Portrait dans le style réalisme socialiste soviétique par Isaak Brodsky.

Le service de renseignement de l'Armée rouge est dégarni par les purges (5 de ses chefs ont été éliminés) alors que la guerre approche. Ilyitchev s’oppose au chef du GRU, Filipp Golikov (qui n’osait pas annoncer à Staline que les Allemands allaient très probablement attaquer l’URSS) et adresse directement, par écrit, une mise en garde contre une invasion prochaine au secrétaire général du PC lui-même. Puis, après le déclenchement de l’opération Barbarossa en juin 1941, Ilyitchev écrit à nouveau à Staline : selon lui le service de renseignement militaire soviétique doit absolument être repris en main. En janvier 1942, Ilyitchev transmet son plan de réorganisation aux membres du Comité d'État à la Défense ; il préconise en particulier qu'un service du GRU supervise les acquisitions de connaissances à l'étranger et qu'un autre service gère la surveillance des forces armées.
Staline approuve le rapport d’Ilyichev et le nomme directeur du GRU en octobre 1942.
Ilyitchev est désormais responsable de tous les agents du GRU à l'étranger, y compris ceux qui opèrent au sein du IIIe Reich. Il a pour adjoint direct Fiodor Fedotovitch Kouznetsov et pour collaborateurs Mikhaïl Abramovitch Milshtein  et le vice-amiral Mikhail Alexandrovitch Vorontsov, qui est responsable du bureau de la marine.
Ilyitchev supervise directement les réseaux européens d’espionnage et de résistance anti-nazis. Le plus célèbre est celui que les Allemands appelleront Rote Kapelle  (Orchestre rouge), un des réseaux grâce auxquels l’URSS a pu être avertie du mouvements de troupes des forces armées allemandes.
Au cours de l’évolution de la Grande Guerre patriotique, le GRU a été amené à espionner aussi les alliés de l’URSS, qui ont appris à collaborer avec elle d’une façon de plus en plus réservée, jusqu’à ce que la Guerre froide débute.
Ilitchev a eu à l’étranger de nombreux collaborateurs, notables par leur courage, leur intelligence, leur résilience et leur abnégation. Parmi ceux qui sont connus : Richard Sorge (Ramsay), Jan Petrovitch Tcherniak (Jack), Rudolf Roessler (Lucy), Sándor Radó (Dora), Anatoli Gourevitch (Kent), Harro Schulze-Boysen, son épouse et ses amis, Ursula Kuczynski épouse Beurton (Sonia), Lev Sergueyev (Maurice), et Arthur Adams (spy) (en) (Achille).
Le GRU a ainsi reçu de ses agents des informations cruciales non seulement pendant la guerre sur les opérations militaires de l’ennemi (ainsi que celles des Alliés) – mais aussi après mai 1945 et jusqu’au début des années ’50 sur les programmes nucléaires de la Grande-Bretagne (Tube Alloys) et des USA (projet Manhattan). Elles provenaient essentiellement de 2 savants atomistes :  Klaus Fuchs (qui avait pour correspondants en Angleterre Ursula Kuczynski et aux USA le consul général d’URSS Anatoli Yatskov)  - et Allan Nunn May (en)  (Alec).
Les résultats de l’Uranprojekt allemand parvenaient d’ailleurs aussi à Moscou, et la somme de renseignements sur l'atome  était transmise au Pr Igor Kourtchatov pour vérification et classification.

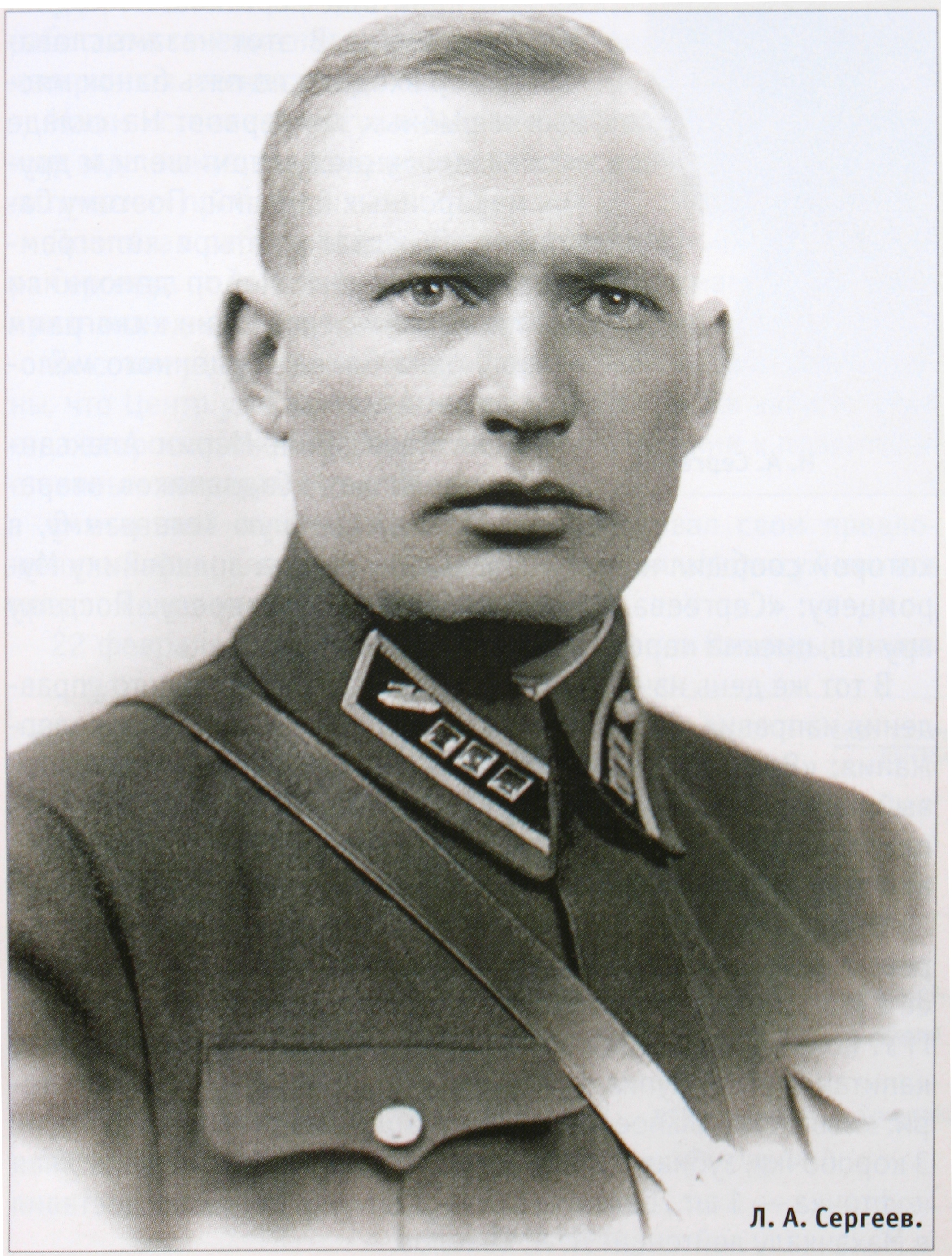
Un agent d'Ilyitchev à l'étranger : Lev Sergueyev (nom de code "Maurice"), en poste à Washington de 1940 à 1946. Chef du réseau "Oméga", il n'était officiellement que le chauffeur de l'attaché militaire soviétique (selon l'article de WP ru "Сергеев, Лев")

Ilyitchev a la faveur de Staline (ils sont même reliés par une ligne téléphonique directe, et le secrétaire général du PC appelle le chef du GRU en pleine nuit...) mais il connait des revers. Le démembrement de Orchestre rouge (premières arrestations des résistants de Bruxelles fin 1941, arrestation de Harro Schulze-Boysen et de ses amis berlinois en juillet 42, arrestation des 2 chefs Anatoli Gourevitch, "le petit chef" et Léopold Trepper "le grand chef" fin 42) porte un coup terrible à la lutte anti-nazie
, et aussi à Ilyitchev. Ceci n'est pas pour déplaire à Lavrenti Beria, le chef du NKVD, qui se pose en concurrent du GRU. Pourtant, un traité de coopération avait été signé entre le NKVD et le GRU en septembre 1941.
Après la fin de la Grande Guerre patriotique, Lavrenti Beria essaie à plusieurs reprises de discréditer Ilitchev. Mais le directeur du GRU garde de bons contacts avec ses homologues du NKVD : Pavel Fitine, qui dirige le renseignement extérieur, et  Pavel Soudoplatov, qui est à la tête du bureau "Opérations Spéciales". Surtout Staline reste bienveillant à son égard, et lui garde l'accès direct à sa personne.
Mais en septembre 45 éclate l’affaire Igor Gouzenko, l’événement marquant le début officiel de la Guerre froide : Gouzenko, chiffreur à l’ambassade d’URSS à  Ottawa, passe à l’ouest avec 109 documents top-secrets (dont certains portent la signature de Staline). Une vague de panique submerge les réseaux d’espionnage soviétiques en Occident. De nombreux agents sont démasqués, arrêtés, ou obligés (comme Jan Petrovitch Tcherniak et Lev Sergueyev) de rentrer à Moscou.
Malenkov et Beria, qui font partie de la commission d'enquête, réclament la tête d'Ilyitchev.
Cependant Ilyitchev n’est pas brisé par l’affaire Gouzenko : il avait lui-même émis quelques mois auparavant des doutes sur la fiabilité de Gouzenko, et avait demandé son rappel. Mais sa carrière au GRU est terminée, il est remplacé par Fiodor Fedotovitch Kouznetsov et passe aux Affaires Etrangères. Staline lui dit qu'il n'a rien contre lui, et qu'il doit continuer à travailler de son mieux à l'étranger.

### Carrière de diplomate

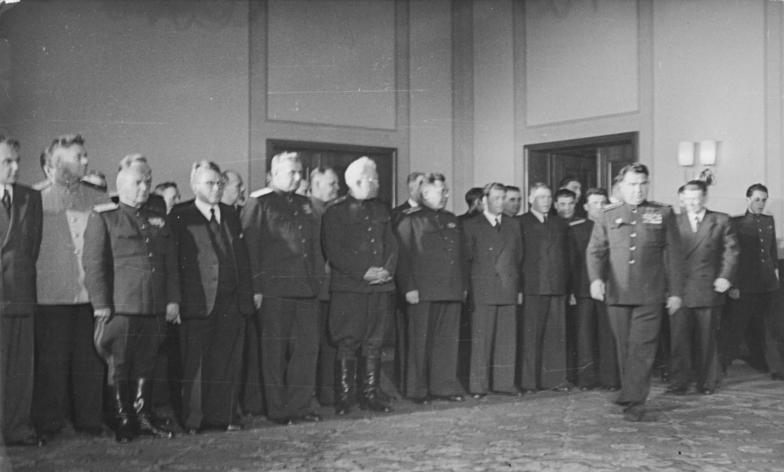
A l’extrême droite : après la fondation de la RDA (7 octobre 1949), Ilyichev (en civil) derrière le maréchal Vassili Tchouïkov, chef de la SBZ, lors de la cérémonie de transfert des pouvoirs au gouvernement de la RDA (11 novembre 49)

La carrière d’Ivan Ivanovitch Ilyichev se réoriente vers la diplomatie : en 1948, il est nommé Directeur Adjoint du 3e département du ministère des Affaires étrangères (le département "Europe", qui gérait alors les relations avec l'Autriche et les deux États allemands émergents).

#### En RDA
De 1949 à 1952, Ilyitchev est conseiller politique adjoint de la Commission de Contrôle de la SBZ (Zone d'occupation soviétique en Allemagne), et garde les mêmes fonctions après le transfert des pouvoirs administratifs au gouvernement de la RDA le 11 novembre 1949.
De 1952 à 1953, il est chef de la mission diplomatique de l'Union Soviétique en RDA, et il aura à connaître des problèmes économiques de la RDA, liés en grande partie au paiement d'énormes réparations de guerre à l'URSS

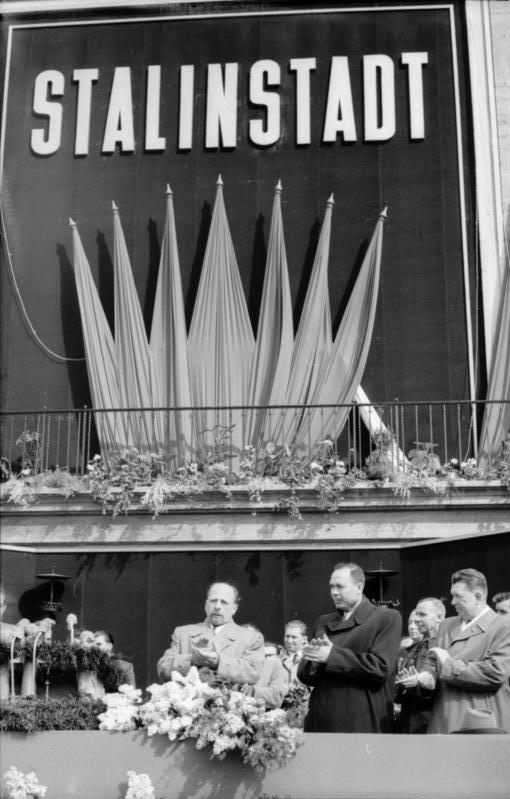
7 mai 1953 : inauguration de Stalinstadt (aujourd’hui Eisenhüttenstadt) par Walter Ulbricht, avec à sa gauche le chef de la délégation soviétique Vassili Iefanov, puis Ivan Ilyitchev. "Première cité socialiste sur le sol allemand", Stalinstadt fut conçue lors du congrès du SPD de juillet 1950 et bâtie en 3 ans sur la frontière DDR-Pologne, en même temps qu’un kombinat industriel

Pendant l'exercice d'Ilyitchev en RDA, l’URSS a lancé un programme visant à infiltrer, non seulement les syndicats ouest-allemands et le SPD, mais aussi la jeunesse de la RFA.

#### À Vienne (Autriche)
Après la mort de Staline (5 mars 1953), Ilyitchev quitte Berlin (il est remplacé par Vladimir Semionovitch Semionov, rejoint Vienne (Autriche)  et remplace le Haut Commissaire Vladimir Petrovich Sviridov.
De juin 1953 à mars 1956 Ilyichev est haut-commissaire soviétique en Autriche occupée, puis ambassadeur soviétique plénipotentiaire en Autriche indépendante.
Son arrivée est interprétée à l’Ouest comme un pas vers la pleine indépendance de l'Autriche, d’autant que le contrôle des personnes aux frontières du secteur soviétique est abrogé le 8 juin 1953.
Ilitchev mène ensuite, pendant l’été 1953, les négociations avec les représentants de l'Autriche (le chancelier Julius Raab, le ministre des Affaires étrangères Leopold Figl et le secrétaire Bruno Kreisky). Un des points de désaccord : le versement annuel de 151 millions de shillings autrichiens à l’URSS (coût de l’entretien des troupes d’occupation soviétiques)  et le statut de neutralité de l’Autriche. Comme le souligne Julius Raab : ou bien l’Autriche est neutre, et elle ne peut pas payer – ou bien l’Autriche peut commercer librement avec l’Occident, et alors elle peut payer.
Le 1er août 1953, l'Union soviétique renonce à percevoir en Autriche le prix de son occupation. Cette mesure est assimilée par beaucoup à une autorisation donnée à l’Autriche de s’allier à nouveau à l’Allemagne, de reformer l'Anschluss, et les protestations s’élèvent en URSS, et même en France. Le 17 mai 1954, lors d'une réunion à l'ambassade soviétique de Vienne, l'ambassadeur Ilitchev obtient du chancelier Raab et du ministre des Affaires Etrangères autrichien Figl des garanties formelles quant à leur absence d’arrière-pensées, et un télégramme du secrétaire d'État John Foster Dulles appuie les négociations.
Le 15 mai 1955, l'ambassadeur plénipotentiaire d'URSS en Autriche Ilyitchev appose sa signature, sous celle de Molotov, au bas du Traité d'État autrichien avalisant l'indépendance de l'Autriche.

#### Retour à Moscou, puis nomination au Danemark
Ilyitchev est ensuite nommé à Moscou : il dirige le service des Affaires étrangères qui gère les relations de l'URSS avec les deux Allemagnes et l’Autriche (1956-1966).
Ilyitchev assiste Khrouchtchev lorsque ce dernier prend la décision à la mi-août 1961 de faire construire le mur de Berlin, et il est à ses côtés en particulier quand Hans Kroll, l'ambassadeur de RFA à Moscou, va de son propre chef au Kremlin plaider pour le retour au calme.
De 1966 à 1968, Ilyitchev est ambassadeur d’URSS au Danemark.

### Retour définitif à Moscou
À partir de 1968, Ilyitchev travaille au bureau central du ministère des Affaires étrangères à Moscou.
En 1975, il prend sa retraite.

## Décorations
Ivan Ilyitchev a reçu :
l'Ordre de Lénine (la plus haute décoration d'URSS)- l'Ordre de la Révolution d'Octobre - l'Ordre du Drapeau rouge - l'Ordre de Koutouzov (1re classe) - l'Ordre de la Guerre patriotique (1re classe) - l'Ordre du Drapeau rouge du Travail (2 fois) - l'Ordre de l'Étoile rouge (2 fois).